# 267 ق م
267 ق م أو 267 قبل الميلاد هي سنة من العقد 26 ق م في التقويم اليولياني البروليبتي (التقويم الميلادي). تسبقها سنة 268 ق م وتليها سنة 266 ق م.

## أحداث
- ثورة مدعومة من بطليموس الثاني ضد مقدونيا في عهد أنتيجونوس الثاني شارك فيها الاسبرطيين بقيادة أريوس الأول والأثينيون بقيادة خرمونيدس والأركاديين والآخائيين الذين يحاولون طرد القوات المقدونية الواقعة في جنوب اليونان.

## مواليد
- برنيكي الثانية

## وفيات
- ديفانامبيا تيسا، ملك أنورادابورا سري لانكا حاليا.[5]

## كتب
- Yves Denis Papin (1998). Chronologie de l'histoire ancienne. Lieu de publication non identifié: Éditions Jean-paul Gisserot. ISBN:2-87747-346-5. OCLC:40746926. مؤرشف من الأصل في 2022-03-16.
- أحمد محمد عوف (2000)، موسوعة حضارة العالم، QID:Q12246226

## وصلات خارجية
- صفحة السنة على موقع onthisday.com
- سنة 267 ق م على موقع المكتبة الوطنية الفرنسية